# Rainbow Cotton
Rainbow Cotton (レインボーコットン) est un jeu vidéo de type shoot them up en 3D développé et édité par Success sur Dreamcast, sorti le 20 janvier 2000 exclusivement au Japon. Ce jeu fait partie de la série Cotton.